# 2007 في البرتغال
فيما يلي قوائم الأحداث التي وقعت خلال عام 2007 في البرتغال.

## سياسة

### تعيين في المنصب
- 1 أغسطس – أنطونيو كوستا عمدة لشبونة  [لغات أخرى]‏.

### انتهاء فترة المنصب
- 17 مايو – أنطونيو كوستا وزير الداخلية البرتغالي ‏.

## رياضة
- 1 يناير – بطولة إستوريل المفتوحة 2007 - زوجي السيدات
- 1 يناير – بطولة إستوريل المفتوحة 2007 - فردي الرجال
- 1 يناير – جائزة البرتغال الكبرى للدراجات النارية 2007

## وفيات

### فبراير
- 15 فبراير – راؤول موريرا (مواليد 1934) لاعب كرة قدم برتغالي.

### مارس
- 1 مارس – مانويل بينتو (مواليد 1948) لاعب كرة قدم برتغالي.